# Heterodoxia (ensayo)
Heterodoxia es un libro de ensayos de Ernesto Sabato publicado en 1953.

## Argumento
Se la considera como la autobiografía espiritual de Sabato que se mantiene vigente con el transcurso del tiempo. La preocupación que manifiesta el ser que ve vaciado su universo en manos de las tecnocracías se mantiene con el paso de los años.